# Tokkun Studio
Tokkun Studioは、フランスのビデオゲーム、映画、インターネット分野の受託開発会社。コルシカ島及び京都市にスタジオがある。